# Cambridgeská škola platonismu
Cambridgeská škola platonismu byla skupina anglických idealistů, působících na Cambridgeské univerzitě, kteří znovu vzkřísili v druhé polovině XVII. století platonskou filozofii. Hlavními stoupenci této školy jsou Henry More a Ralph Cudworth.
Idealismus cambridgeských platoniků vychází ze stanoviska racionalistického a přejímá učení o vrozených idejích. More a Cudworth neuznávají zkušenost za zdroj poznání a snaží se dokázat, že poznání je vrozené. Ve svých závěrech docházejí cambridgeští platonikové až k Platonovu učení o věčných a neměnných idejích pravdy a dobra a k jeho mystickému pojetí rozpomínání. Cambridgeští platonikové tvrdí, že poznání je zvláštním případem vzpomínání, neboť „vnější předměty jsou dříve upomínkami, než příčinami poznání.“ More a jeho stoupenci se staví proti učení Baconovu, Hobbesovu a materialistické fyzice Descartově. Obzvláště kritizují zprava jeho mechanisticko-materialistické učení o zvířeti-automatu. V rozporu s Descartem tvrdí, že zvířata mají duši, byť i nižšího řádu. Tvrdí dokonce, že žádná hmota nemůže existovat bez ducha. Podkladem ethiky jsou cambridgeským platonikům věčné a neměnné morální principy božského původu.